# 恋の弱味
「恋の弱味」（こいのよわみ）は、1976年1月21日に発売された郷ひろみ16作目のシングル。

## 解説
近田春夫&ハルヲフォンが1978年のアルバム『電撃的東京』でカバーした。
B面「さらば夏の光よ」は松竹映画「さらば夏の光よ」のテーマ曲であった。

## 収録曲
全曲　作詞：橋本淳／作曲・編曲：筒美京平
1. 恋の弱味（3分18秒）
2. さらば夏の光よ